# Luděk Hulan
Luděk Hulan (* 11. Oktober 1929 in Prag; † 22. Februar 1979 ebendort) war ein tschechoslowakischer Jazzmusiker (Kontrabass, Komposition) und Fernsehjournalist, der in der Jazzszene zur „Legende“ wurde.

## Wirken
Luděk Hulan begann seine Karriere 1948 als Gründungsmitglied der Amateurband Hootie Club. In den frühen 1950er Jahren trat er in verschiedenen professionellen Jazzgruppen auf und organisierte Jam-Sessions in Prag. Zwischen 1953 und 1957 war er in Brünn als Mitglied des Orchesters von Gustav Brom tätig; nach seiner Rückkehr nach Prag war er einer der Gründer des Studio 5, das später Teil des Tanzorchesters des Tschechoslowakischen Rundfunks (TOČR) wurde. 1961 ging Studio 5, das sich rasch zu einer der wichtigsten Bands des Modern Jazz in der ČSSR entwickelte, auseinander; Hulan gründete Jazzové studio (The Jazz Studio). Diese Gruppe, zu der Musiker wie der Saxophonist Milan Ulrich und der Trompeter Richard Kubernát gehörten, spielte häufig Eigenkompositionen von Hulan. In den späten 1960er Jahren arbeitete er weiterhin mit dem Radio-Tanzorchester TOČR und dessen Leiter Karel Krautgartner zusammen. Auch war er einer Pioniere von Jazz-und-Lyrik-Konzerten in der ČSSR.
Nach der Niederschlagung des Prager Frühlings 1968 durch die Sowjetarmee und ihre Verbündeten migrierte er in die Schweiz, wo er aber keine Arbeit als Musiker finden konnte, so dass er zurückkehrte (seine Frau und seine Tochter blieben dort). Aufgrund seiner Flucht wurde er als „politisch unerwünscht“ eingeordnet, was seine Arbeitsmöglichkeiten als Musiker stark einschränkte. Daher organisierte er nächtliche Jamsessions in der Weinbar Viola und wurde zum Mentor für junge Musiker; daneben entstand eine neue Band, Jazz Sanatorium mit früheren Kollegen aus dem Jazzové studio. 1972 lud ihn das Traditional Jazz Studio zu Aufnahmen mit Albert Nicholas ein. Weiterhin trat er mit Tony Scott auf und war an der Konzeption einer Fernsehserie, Jazzový herbář (Jazz-Herbarium) beteiligt. Als diese Serie realisiert wurde, war er dort für das Jazzfilm-Forum und das Jazzquiz verantwortlich, für das er auch auf amerikanische Filme, Tonträger und Bücher zurückgriff, die er sich nur über die amerikanische Botschaft in Prag besorgen konnte.
Hulan starb in der Folge eines tragischen Treppensturzes. Er wurde 49 Jahre alt.
Nach ihm ist der jährlich verliehene Luděk Hulan Award benannt.

## Diskographische Hinweise
- Jazz in My Soul (Supraphon 1965) [LP]
- Jazz kolem Karla Krautgartnera (Supraphon 1965) [LP]
- Poezie a jazz I. (1965) [LP]
- Poezie a jazz II. (1967) [LP]
- Traditional Jazz Studio & Albert Nicholas: Albert's Blues (Supraphon 1 15 1420) (1972) [LP]
- Jazz Sanatorium (Mini jazz klub) (P 33 0480) (1976) [EP]
- Milá společnost (S 1 15 2309) (1977) [LP]
- Traditional Jazz Studio & Tony Scott: Bumerang, (1978) [LP]
- Luděk Hulan: Blues for You (Mlt MCD 005) (1994) [CD]